# Bengué
Pour les articles homonymes, voir Bengue.
 (février 2024).
Si vous disposez d'ouvrages ou d'articles de référence ou si vous connaissez des sites web de qualité traitant du thème abordé ici, merci de compléter l'article en donnant les références utiles à sa vérifiabilité et en les liant à la section « Notes et références ».
Le Bengué (Bengay, écrit Ben-Gay avant 1995 dans le monde anglophone) est un baume chauffant analgésique utilisé pour soulager les douleurs musculaires et articulaires. Il a été développé en France par le docteur Jules Bengué qui lui a donné son nom. Il était produit par Pfizer qui a depuis été racheté par Johnson & Johnson. 

## Composés actifs
Les composés actifs varient selon la version du produit :
- Original : contient 15 % de salicylate de méthyle et 10 % de menthol ;
- Douleurs musculaires/Ultra fort : contient 30 % de salicylate de méthyle, 10 % de menthol et 4 % de camphre ;
- Douleurs musculaires/Sans odeur : contient 15 % salicylate de triéthanolamine ;
- Arthrite extra fort : contient 30 % de salicylate de méthyle et 8 % de menthol.